# Furnia exotica
Furnia exotica är en insektsart som först beskrevs av Brunner von Wattenwyl 1878.  Furnia exotica ingår i släktet Furnia och familjen vårtbitare. Inga underarter finns listade i Catalogue of Life.